# Liste der Kulturdenkmale in Schwäbisch Gmünd
In der Liste der Kulturdenkmale in Schwäbisch Gmünd sind Bau- und Kunstdenkmale der Stadt Schwäbisch Gmünd verzeichnet, die im „Verzeichnis der unbeweglichen Bau- und Kunstdenkmale und der zu prüfenden Objekte“ des Landesamts für Denkmalpflege Baden-Württemberg verzeichnet sind. Dieses Verzeichnis ist nicht öffentlich und kann nur bei „berechtigtem Interesse“ eingesehen werden. Die folgende Liste ist daher nicht vollständig.

Wappen von Schwäbisch Gmünd

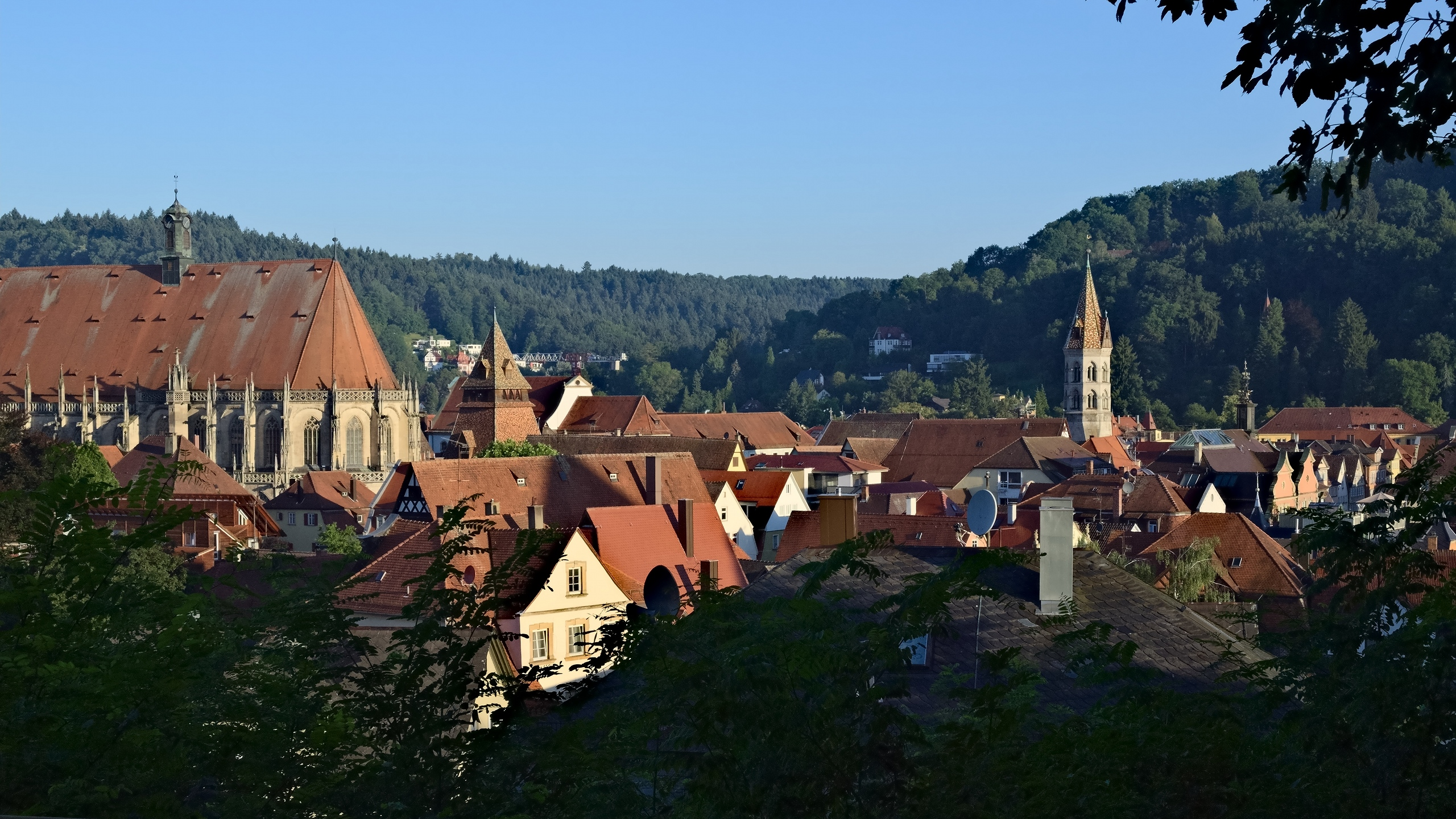
Ansicht der Altstadt vom Zeiselberg

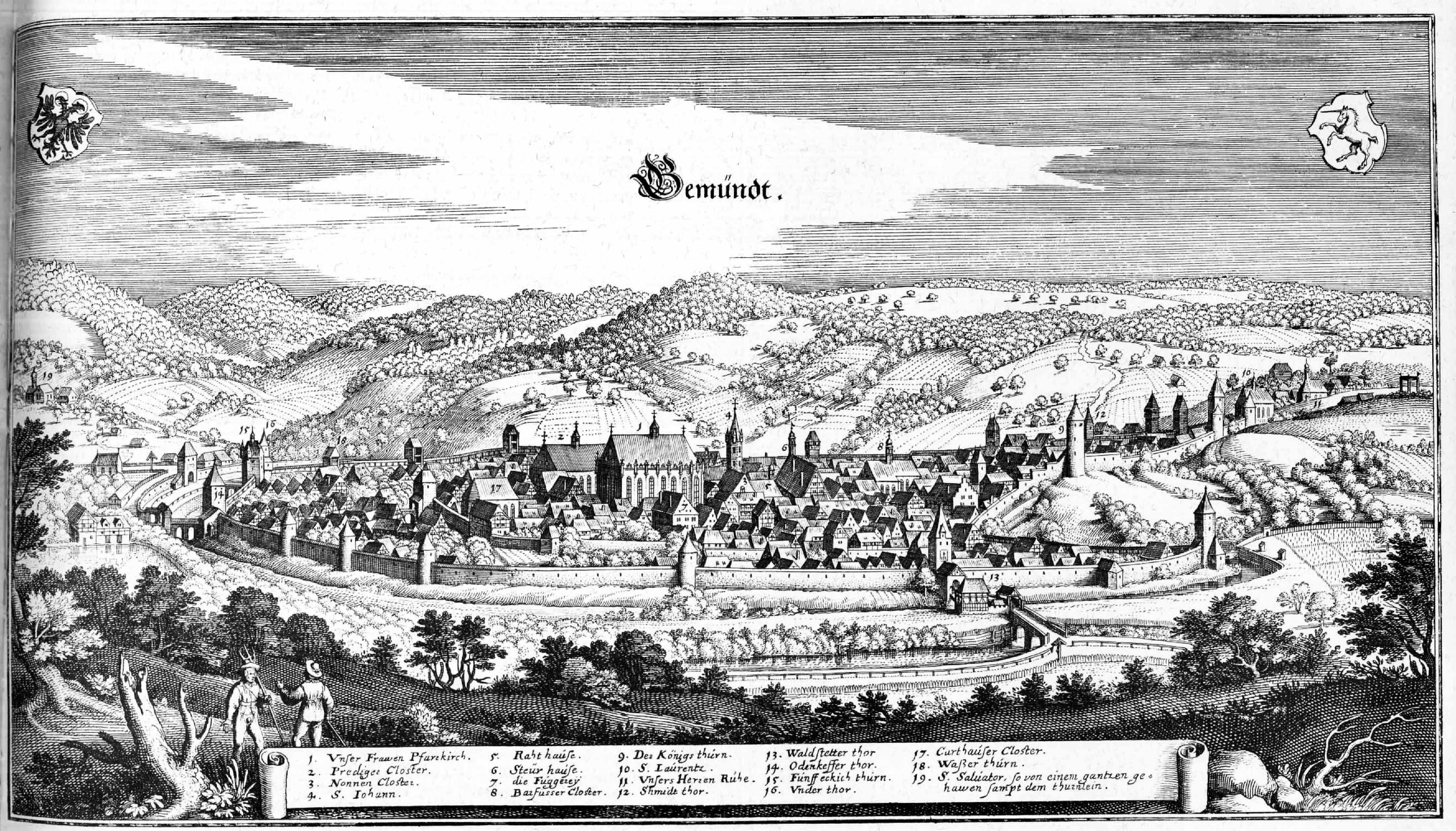
Ansicht Gemündts von Merian 1643

## Schwäbisch Gmünd
Die Darstellung für Schwäbisch Gmünd beruht im Wesentlichen auf dem online verfügbaren Denkmalwerteplan. Die außerhalb der Altstadt bestehenden Kulturdenkmale fehlen daher überwiegend.

### Gesamtanlage Schwäbisch Gmünd

#### Stadtfestigung
Die Stadtbefestigung von Schwäbisch Gmünd besaß ursprünglich 23 Türme, von denen noch sechs erhalten sind. Die Mauerzüge wurden im 19. Jahrhundert größtenteils abgerissen.
Siehe auch Stadtbefestigung Schwäbisch Gmünd
Innere Stadtbefestigung

| Bild           | Bezeichnung                                | Lage                                            | Datierung | Beschreibung             | ID |
| -------------- | ------------------------------------------ | ----------------------------------------------- | --------- | ------------------------ | -- |
|                | Reste der staufischen Stadtmauer           | Fl. St. 156/1 (Karte)                           |           | ca. 8 m langer Mauerzug  | BW |
|                | Reste der staufischen Stadtmauer           | Fl. St. 155, 152/1 (Karte)                      |           | ca. 48 m langer Mauerzug | BW |
| Weitere Bilder | Reste der staufischen Stadtmauer           | Freudental 26 (Karte)                           |           |                          |    |
|                | überbaute Reste der staufischen Stadtmauer | Badmauer 6 (Karte)                              |           |                          | BW |
|                | überbaute Reste der staufischen Stadtmauer | Badmauer 12 (Karte)                             |           |                          | BW |
|                | überbaute Reste der staufischen Stadtmauer | Badmauer 14 (Karte)                             |           |                          | BW |
|                | überbaute Reste der staufischen Stadtmauer | Bocksgasse 16 (Karte)                           |           |                          | BW |
| Weitere Bilder | Reste der staufischen Stadtmauer           | Fl. St. 306, 333, 368, Turniergraben (Karte)    |           | ca. 40 m langer Mauerzug |    |
| Weitere Bilder | Rest der staufischen Stadtmauer            | Fl. St. 505/2, westlich Kalter Markt 15 (Karte) |           | ca. 13 m langer Mauerzug |    |

Äußere Stadtbefestigung

| Bild           | Bezeichnung                     | Lage                              | Datierung      | Beschreibung                                                        | ID |
| -------------- | ------------------------------- | --------------------------------- | -------------- | ------------------------------------------------------------------- | -- |
|                | Grünanlage                      | Fl.St. 587 (Karte)                |                | ursprünglich der Stadtmauer vorgelagerter Grünstreifen              |    |
| Weitere Bilder | Fünfknopfturm                   | Pfeifergäßle 5 (Karte)            | 1423–1425      | Höhe 27 m                                                           |    |
|                | Fünfknopfturmbrücke             | Fünfknopfturmbrücke (Karte)       |                | Fundamente des Unteren Tores und Brücke über den Waldstetter Baches |    |
| Weitere Bilder | Torwachthäuschen                | Am Stadtgarten 2 (Karte)          |                | Torwachthäuschen des Unteren Tors                                   |    |
|                | Zwingermauer                    | Robert-von-Ostertagstraße (Karte) |                | Uferbefestigung des Waldstetter Baches                              | BW |
|                | Grünanlage                      | Fl.St. 594/1 (Karte)              |                | ursprünglich der Stadtmauer vorgelagerter Grünstreifen              |    |
|                | Grünanlage                      | Fl.St. 594/2 (Karte)              |                | ursprünglich der Stadtmauer vorgelagerter Grünstreifen              |    |
|                | Grünanlage                      | Fl.St. 594/3 (Karte)              |                | ursprünglich der Stadtmauer vorgelagerter Grünstreifen              | BW |
| Weitere Bilder | Torhaus                         | Klarenbergstraße 2 (Karte)        |                |                                                                     |    |
| Weitere Bilder | Königsturm                      | Königsturmstraße 17 (Karte)       | 1405–1407      | Höhe 39,90 m                                                        |    |
| Weitere Bilder | Stadtmauer                      | Fl. St. 668/3, 568/5 (Karte)      |                |                                                                     |    |
| Weitere Bilder | Rinderbacher Tor                | Turmgasse 17 (Karte)              | 1401           | Höhe 35,50 m                                                        |    |
| Weitere Bilder | Wasserturm                      | Turmgasse 9 (Karte)               | 1399/1400      | Höhe 26,80 m                                                        |    |
| Weitere Bilder | Schmiedtor                      | Vordere Schmiedgasse 51 (Karte)   |                |                                                                     |    |
| Weitere Bilder | Mauerzug der äußeren Stadtmauer | Fl. St. 274 (Karte)               |                | ca. 150 m langer Mauerzug                                           |    |
| Weitere Bilder | Faulturm                        | Honiggasse 5/1 (Karte)            | frühes 15. Jh. | Höhe 20,30 m                                                        |    |

#### Altstadt
| Bild           | Bezeichnung | Lage                               | Datierung | Beschreibung | ID |
| -------------- | ----------- | ---------------------------------- | --------- | ------------ | -- |
| Weitere Bilder | Spital      | Marktplatz 37 (Karte)              |           |              |    |
| Weitere Bilder | Spital      | Waisenhausplatz 2 (Karte)          |           |              |    |
| Weitere Bilder | Amtshaus    | Marktplatz 39, Spitalhof 1 (Karte) |           |              |    |
| Weitere Bilder | Uhrenstube  | Spitalhof 2 (Karte)                |           |              |    |
| Weitere Bilder | Spitalmühle | Spitalhof (Karte)                  |           |              |    |

| Bild           | Bezeichnung                                                                          | Lage                                         | Datierung | Beschreibung                        | ID |
| -------------- | ------------------------------------------------------------------------------------ | -------------------------------------------- | --------- | ----------------------------------- | -- |
| Weitere Bilder | Grünanlage                                                                           | Fl.St. 196 (Karte)                           |           |                                     |    |
|                | Wegkreuz                                                                             | Fl.St. 196 (Karte)                           |           |                                     |    |
| Weitere Bilder |                                                                                      | Ackergasse 6 (Karte)                         |           |                                     |    |
|                | Einfriedung                                                                          | Am Bockstor (Karte)                          |           |                                     | BW |
| Weitere Bilder | Rechbergsche Scheuer                                                                 | Archilles-von-Stahl-Weg 1 (Karte)            |           |                                     |    |
| Weitere Bilder |                                                                                      | Augustinerstraße 1 (Karte)                   |           |                                     |    |
| Weitere Bilder | Archiv                                                                               | Augustinerstraße 3 (Karte)                   |           | [ 1 ]                               |    |
| Weitere Bilder | Augustinuskirche                                                                     | Augustinerstraße 4 (Karte)                   |           |                                     |    |
| Weitere Bilder | Augustinerkloster                                                                    | Augustinerstraße 6 (Karte)                   |           | [ 2 ]                               |    |
|                | Bocksgasse                                                                           | Bocksgasse 7 (Karte)                         |           |                                     |    |
| Weitere Bilder |                                                                                      | Bocksgasse 8 (Karte)                         |           |                                     |    |
| Weitere Bilder | Bürgermeister-Storr-Haus                                                             | Bocksgasse 11 (Karte)                        |           |                                     |    |
| Weitere Bilder |                                                                                      | Bocksgasse 13 (Karte)                        |           |                                     |    |
| Weitere Bilder |                                                                                      | Bocksgasse 14 (Karte)                        |           |                                     |    |
| Weitere Bilder |                                                                                      | Bocksgasse 15 (Karte)                        |           |                                     |    |
| Weitere Bilder |                                                                                      | Bocksgasse 18 (Karte)                        |           |                                     |    |
| Weitere Bilder |                                                                                      | Bocksgasse 19 (Karte)                        |           |                                     |    |
| Weitere Bilder |                                                                                      | Bocksgasse 20 (Karte)                        |           |                                     |    |
| Weitere Bilder |                                                                                      | Bocksgasse 29 (Karte)                        |           |                                     |    |
| Weitere Bilder | Ehemaliges Palais Debler, heute Finanzamt                                            | Bocksgasse 31 (Karte)                        |           |                                     |    |
| Weitere Bilder |                                                                                      | Bocksgasse 32 (Karte)                        |           |                                     |    |
|                | Bauteil / Wohn- und Geschäftshaus                                                    | Bocksgasse 38 (Karte)                        |           |                                     |    |
| Weitere Bilder |                                                                                      | Bocksgasse 43 (Karte)                        |           |                                     |    |
| Weitere Bilder |                                                                                      | Bocksgasse 49 (Karte)                        |           |                                     |    |
|                | Wohn- und Geschäftshaus                                                              | Bocksgasse 51 (Karte)                        |           |                                     |    |
|                | Wohn- und Geschäftshaus                                                              | Buhlgäßle 4 (Karte)                          |           |                                     |    |
| Weitere Bilder |                                                                                      | Buhlgäßle 6 (Karte)                          |           |                                     |    |
|                | Wohn- und Geschäftshaus                                                              | Buhlgäßle 8 (Karte)                          |           |                                     |    |
|                | Wohnhaus                                                                             | Engelgasse 5 (Karte)                         |           |                                     |    |
| Weitere Bilder | Schwörhaus/Schmalzgrube                                                              | Erika-Künzel-Platz 1 (Karte)                 |           |                                     |    |
|                | Bauteil                                                                              | Fischergasse 10 (Karte)                      |           |                                     |    |
|                |                                                                                      | Fischergasse 18 (Karte)                      |           |                                     |    |
| Weitere Bilder | Franziskanerkloster                                                                  | Franziskanergasse 3 (Karte)                  |           | [ 3 ]                               |    |
| Weitere Bilder | Franziskanerkirche                                                                   | Franziskanergasse 5 (Karte)                  |           |                                     |    |
|                | Geschäftshaus                                                                        | Franziskanergasse 6 (Karte)                  |           |                                     |    |
|                | Wohn- und Geschäftshaus                                                              | Franziskanergasse 14 (Karte)                 |           |                                     |    |
|                | Bauteil / Wohn- und Geschäftshaus                                                    | Franziskanergasse 15 (Karte)                 |           |                                     |    |
|                | Wohn- und Geschäftshaus                                                              | Freudental 10 (Karte)                        |           |                                     |    |
|                | Bauteil / Wohn- und Geschäftshaus                                                    | Freudental 12 (Karte)                        |           |                                     |    |
|                | Wohn- und Geschäftshaus                                                              | Freudental 20 (Karte)                        |           |                                     |    |
| Weitere Bilder | Wohnhaus                                                                             | Hahnengasse 6 (Karte)                        |           |                                     |    |
|                | Wohn- und Geschäftshaus                                                              | Hintere Schmiedgasse 1 (Karte)               |           |                                     |    |
|                | Bauteil / Wohn- und Geschäftshaus                                                    | Hintere Schmiedgasse 5 (Karte)               |           |                                     |    |
|                | Wohn- und Geschäftshaus                                                              | Hintere Schmiedgasse 14 (Karte)              |           |                                     |    |
|                | Wohn- und Geschäftshaus                                                              | Hintere Schmiedgasse 45 (Karte)              |           |                                     |    |
|                | Wohnhaus                                                                             | Hintere Schmiedgasse 47 (Karte)              |           |                                     |    |
|                | Wohnhaus                                                                             | Hintere Schmiedgasse 53 (Karte)              |           |                                     |    |
|                | Türrahmen / Wohnhaus                                                                 | Hintere Schmiedgasse 59 (Karte)              |           |                                     |    |
|                | Wohnhaus                                                                             | Hirschgäßle 5 (Karte)                        |           |                                     |    |
|                | Wohnhaus                                                                             | Höferlesbach 28 (Karte)                      |           |                                     |    |
|                | Wohnhaus                                                                             | Höferlesbach 47 (Karte)                      |           |                                     |    |
|                |                                                                                      | Hofstatt 2 (Karte)                           |           |                                     |    |
|                |                                                                                      | Hofstatt 3 (Karte)                           |           |                                     |    |
|                |                                                                                      | Hofstatt 6 (Karte)                           |           |                                     |    |
|                |                                                                                      | Hofstatt 7 (Karte)                           |           |                                     |    |
|                |                                                                                      | Hofstatt 8 (Karte)                           |           |                                     |    |
|                | Bauteil                                                                              | Honiggasse 3 (Karte)                         |           |                                     |    |
|                | Wohnhaus                                                                             | Honiggasse 5 (Karte)                         |           |                                     |    |
|                | Wohnhaus                                                                             | Honiggasse 22 (Karte)                        |           |                                     |    |
|                | Wohnhaus                                                                             | Honiggasse 24 (Karte)                        |           |                                     |    |
|                | Wohnhaus                                                                             | Honiggasse 30 (Karte)                        |           |                                     |    |
|                | Wohnhaus, Fachwerkhaus                                                               | Honiggasse 44 (Karte)                        |           |                                     |    |
|                | Wohnhaus, linke Haushälfte ist Hausnummer 1                                          | Hospitalgasse 1 (Karte)                      |           |                                     |    |
|                | Wohnhaus, rechte Haushälfte ist Hausnummer 3                                         | Hospitalgasse 3 (Karte)                      |           |                                     |    |
|                |                                                                                      | Hospitalgasse 9 (Karte)                      |           |                                     |    |
|                |                                                                                      | Hospitalgasse 11 (Karte)                     |           |                                     |    |
|                | Haus Die Katz                                                                        | Imhofstraße 2 (Karte)                        |           |                                     |    |
|                | Das Kätzle                                                                           | Imhofstraße 4 (Karte)                        |           |                                     |    |
|                | Ehemalige Synagoge                                                                   | Imhofstraße 9 (Karte)                        |           |                                     |    |
|                |                                                                                      | Imhofstraße 11 (Karte)                       |           |                                     |    |
|                | Haus Patritz Franz                                                                   | Imhofstraße 13 (Karte)                       |           |                                     |    |
|                | Sogenanntes Judenbad                                                                 | Imhofstraße 17 (Karte)                       |           |                                     |    |
| Weitere Bilder | Johanniskirche                                                                       | Johannisplatz 1 (Karte)                      |           |                                     |    |
| Weitere Bilder | Dominikanerkloster                                                                   | Johannisplatz 3 (Karte)                      |           |                                     |    |
| Weitere Bilder |                                                                                      | Johannisplatz 6 (Karte)                      |           |                                     |    |
| Weitere Bilder | Ehemaligers Kammerzunfthaus                                                          | Johannisplatz 10 (Karte)                     |           |                                     |    |
|                | Wohn- und Geschäftshaus                                                              | Kalter Markt 10 (Karte)                      |           |                                     |    |
|                | Wohn- und Geschäftshaus                                                              | Kalter Markt 13 (Karte)                      |           |                                     |    |
|                | Geschäftshaus                                                                        | Kalter Markt 23 (Karte)                      |           |                                     |    |
|                | Wohn- und Geschäftshaus                                                              | Kalter Markt 29 (Karte)                      |           |                                     |    |
|                | Wohn- und Geschäftshaus                                                              | Kalter Markt 32 (Karte)                      |           |                                     |    |
|                | Wohnhaus                                                                             | Kalter Markt 40 (Karte)                      |           |                                     |    |
|                | Wohn- und Geschäftshaus                                                              | Kalter Markt 42 (Karte)                      |           |                                     |    |
|                | Wohn- und Geschäftshaus                                                              | Kappelgasse 1 (Karte)                        |           |                                     |    |
|                |                                                                                      | Kappelgasse 7 (Karte)                        |           |                                     |    |
|                |                                                                                      | Kappelgasse 11 (Karte)                       |           |                                     |    |
|                | Wohn- und Geschäftshaus                                                              | Klösterlestraße 1 (Karte)                    |           |                                     |    |
|                | Wohn- und Geschäftshaus                                                              | Klösterlestraße 4 (Karte)                    |           |                                     |    |
|                | Wohn- und Geschäftshaus                                                              | Klösterlestraße 6 (Karte)                    |           |                                     |    |
|                | Ehemaliges Seelhaus, dann Franziskanerinnenkirche mit Kloster, heute Klösterleschule | Klösterlestraße 20 (Karte)                   |           | [ 1 ]                               |    |
|                | St. Elisabeth                                                                        | Klösterlestraße 25 (Karte)                   |           |                                     | BW |
|                |                                                                                      | Königsturmstraße 7 (Karte)                   |           |                                     |    |
|                | Wohn- und Geschäftshaus                                                              | Königsturmstraße 21 (Karte)                  |           |                                     |    |
|                | Wohn- und Geschäftshaus                                                              | Königsturmstraße 27 (Karte)                  |           |                                     |    |
|                | Wohn- und Geschäftshaus                                                              | Königsturmstraße 35 (Karte)                  |           |                                     |    |
|                | Kornhausstraße                                                                       | Kornhausstraße 3, Rinderbacher Gasse (Karte) |           |                                     |    |
|                | Geschäftshaus                                                                        | Kornhausstraße 4 (Karte)                     |           |                                     |    |
|                |                                                                                      | Kornhausstraße 8 (Karte)                     |           |                                     |    |
|                | Wohn- und Geschäftshaus                                                              | Kornhausstraße 9 (Karte)                     |           |                                     |    |
|                | Wohn- und Geschäftshaus                                                              | Kornhausstraße 10 (Karte)                    |           |                                     |    |
|                | Wohn- und Geschäftshaus                                                              | Kornhausstraße 11 (Karte)                    |           |                                     |    |
|                | Kornhaus                                                                             | Kornhausstraße 14 (Karte)                    |           |                                     |    |
|                |                                                                                      | Kornhausstraße 17 (Karte)                    |           |                                     |    |
|                | Bauteil                                                                              | Kornhausstraße 23 (Karte)                    |           |                                     |    |
| Weitere Bilder |                                                                                      | Kornhausstraße 25 (Karte)                    |           |                                     |    |
|                |                                                                                      | Kornhausstraße 27 (Karte)                    |           |                                     |    |
|                |                                                                                      | Kornhausstraße 29 (Karte)                    |           |                                     |    |
|                |                                                                                      | Kornhausstraße 31 (Karte)                    |           |                                     |    |
|                | Wohnhaus                                                                             | Kronengäßle 3 (Karte)                        |           |                                     |    |
| Weitere Bilder | Wohnhaus, rechte Gebäudehälfte                                                       | Ledergasse 10 (Karte)                        |           |                                     |    |
|                | Wohn- und Geschäftshaus                                                              | Ledergasse 11 (Karte)                        |           |                                     |    |
| Weitere Bilder | Wohnhaus, linke Gebäudehälfte                                                        | Ledergasse 12 (Karte)                        |           |                                     |    |
|                |                                                                                      | Ledergasse 15 (Karte)                        |           |                                     |    |
|                | Bauteil                                                                              | Ledergasse 19 (Karte)                        |           |                                     |    |
| Weitere Bilder |                                                                                      | Ledergasse 21 (Karte)                        |           |                                     |    |
|                | Wohn- und Geschäftshaus                                                              | Ledergasse 26 (Karte)                        |           |                                     |    |
|                | abgegangenes Gebäude                                                                 | Ledergasse 44 (Karte)                        |           |                                     | BW |
|                |                                                                                      | Ledergasse 45 (Karte)                        |           |                                     |    |
|                |                                                                                      | Ledergasse 47 (Karte)                        |           |                                     |    |
|                |                                                                                      | Ledergasse 51 (Karte)                        |           |                                     |    |
| Weitere Bilder |                                                                                      | Ledergasse 57 (Karte)                        |           |                                     |    |
| Weitere Bilder |                                                                                      | Ledergasse 67 (Karte)                        |           |                                     |    |
|                | Wohn- und Geschäftshaus                                                              | Marktgäßle 5 (Karte)                         |           |                                     |    |
|                | Bauteil / Wohn- und Geschäftshaus                                                    | Marktgäßle 9 (Karte)                         |           |                                     |    |
|                | Wohn- und Geschäftshaus                                                              | Marktgäßle 12 (Karte)                        |           |                                     |    |
| Weitere Bilder | Marienbrunnen                                                                        | Marktplatz (Karte)                           |           |                                     |    |
| Weitere Bilder | Kriegerdenkmal                                                                       | Marktplatz (Karte)                           |           |                                     |    |
| Weitere Bilder | Rathaus                                                                              | Marktplatz 1 (Karte)                         |           |                                     |    |
| Weitere Bilder |                                                                                      | Marktplatz 4 (Karte)                         |           |                                     |    |
|                |                                                                                      | Marktplatz 5 (Karte)                         |           |                                     |    |
| Weitere Bilder | Grät                                                                                 | Marktplatz 7 (Karte)                         |           |                                     |    |
| Weitere Bilder | Haus Buhl                                                                            | Marktplatz 9 (Karte)                         |           |                                     |    |
|                | Obere Apotheke                                                                       | Marktplatz 10 (Karte)                        |           |                                     |    |
| Weitere Bilder | Haus Ignaz Mohr                                                                      | Marktplatz 11 (Karte)                        |           |                                     |    |
| Weitere Bilder | Wohn- und Geschäftshaus                                                              | Marktplatz 12 (Karte)                        |           |                                     |    |
| Weitere Bilder | Johannis-Apotheke                                                                    | Marktplatz 13 (Karte)                        |           |                                     |    |
|                |                                                                                      | Marktplatz 14 (Karte)                        |           |                                     |    |
| Weitere Bilder | Haus Köhler/Alte Post                                                                | Marktplatz 16 (Karte)                        |           |                                     |    |
|                |                                                                                      | Marktplatz 17 (Karte)                        |           |                                     |    |
| Weitere Bilder | Wirtshausausleger / Geschäftshaus                                                    | Marktplatz 18 (Karte)                        |           |                                     |    |
| Weitere Bilder | Post                                                                                 | Marktplatz 20 (Karte)                        |           |                                     |    |
|                |                                                                                      | Marktplatz 22 (Karte)                        |           |                                     |    |
| Weitere Bilder |                                                                                      | Marktplatz 23 (Karte)                        |           |                                     |    |
| Weitere Bilder | Mohren-Apotheke                                                                      | Marktplatz 25 (Karte)                        |           |                                     |    |
|                |                                                                                      | Marktplatz 28 (Karte)                        |           |                                     |    |
| Weitere Bilder |                                                                                      | Marktplatz 29 (Karte)                        |           |                                     |    |
|                |                                                                                      | Marktplatz 30 (Karte)                        |           |                                     |    |
| Weitere Bilder | Haus Drei Mohren                                                                     | Marktplatz 31 (Karte)                        |           |                                     |    |
|                | Wohn- und Geschäftshaus                                                              | Marktplatz 32 (Karte)                        |           |                                     |    |
|                | Wohn- und Geschäftshaus                                                              | Marktplatz 33 (Karte)                        |           |                                     |    |
|                | Jägerhaus                                                                            | Marktplatz 34 (Karte)                        |           |                                     |    |
|                | Bauteil                                                                              | Marktplatz 35 (Karte)                        |           |                                     |    |
|                |                                                                                      | Marktplatz 36 (Karte)                        |           |                                     |    |
|                | Wohn- und Geschäftshaus                                                              | Milchgäßle 4 (Karte)                         |           |                                     |    |
|                | Türrahmen / Wohn- und Geschäftshaus                                                  | Milchgäßle 7 (Karte)                         |           |                                     |    |
|                | Wohn- und Geschäftshaus                                                              | Milchgäßle 9 (Karte)                         |           |                                     |    |
|                | Ott Pauser´sche Fabrik                                                               | Milchgäßle 10 (Karte)                        |           |                                     |    |
|                | Wohn- und Geschäftshaus                                                              | Milchgäßle 12 (Karte)                        |           |                                     |    |
|                | Wohn- und Geschäftshaus                                                              | Milchgäßle 18 (Karte)                        |           |                                     |    |
|                | Wohn- und Geschäftshaus                                                              | Milchgäßle 20 (Karte)                        |           |                                     |    |
|                | abgegangenes Gebäude                                                                 | Mohrengäßle 4 (Karte)                        |           |                                     | BW |
| Weitere Bilder |                                                                                      | Münstergasse 1 (Karte)                       |           |                                     |    |
| Weitere Bilder | Fuggerei                                                                             | Münstergasse 2 (Karte)                       |           |                                     |    |
| Weitere Bilder |                                                                                      | Münstergasse 3 (Karte)                       |           |                                     |    |
| Weitere Bilder |                                                                                      | Münstergasse 5 (Karte)                       |           |                                     |    |
| Weitere Bilder |                                                                                      | Münstergasse 7 (Karte)                       |           |                                     |    |
| Weitere Bilder |                                                                                      | Münstergasse 10 (Karte)                      |           |                                     |    |
| Weitere Bilder | Löwenbrunnen                                                                         | Münsterplatz (Karte)                         |           |                                     |    |
| Weitere Bilder | Mariensäule                                                                          | Münsterplatz (Karte)                         |           |                                     |    |
| Weitere Bilder | Heilig-Kreuz-Münster                                                                 | Münsterplatz 1 (Karte)                       |           |                                     |    |
| Weitere Bilder | Bommashaus                                                                           | Münsterplatz 2 (Karte)                       |           |                                     |    |
| Weitere Bilder | Münsterbauhütte                                                                      | Münsterplatz 3 (Karte)                       |           |                                     |    |
| Weitere Bilder | Glockenturm                                                                          | Münsterplatz 4 (Karte)                       |           |                                     |    |
| Weitere Bilder | Münsterpfarrhaus (Münsterplatz 5)                                                    | Münsterplatz 5 (Karte)                       |           |                                     |    |
| Weitere Bilder | Münstermesnerhaus                                                                    | Münsterplatz 6 (Karte)                       |           |                                     |    |
| Weitere Bilder | Kapitelshaus                                                                         | Münsterplatz 7 (Karte)                       |           |                                     |    |
| Weitere Bilder | St.-Leonhards-Kaplanei                                                               | Münsterplatz 9 (Karte)                       |           |                                     |    |
| Weitere Bilder | St. Katharinen- oder Marienkaplaneihaus                                              | Münsterplatz 11 (Karte)                      |           |                                     |    |
| Weitere Bilder | Präzeptoriatsgebäude oder Martinskaplanei                                            | Münsterplatz 12 (Karte)                      |           |                                     |    |
| Weitere Bilder |                                                                                      | Münsterplatz 17 (Karte)                      |           |                                     |    |
| Weitere Bilder | Münsterdruckerei                                                                     | Münsterplatz 19 (Karte)                      |           |                                     |    |
| Weitere Bilder | St.-Nikolaus-Kaplanei                                                                | Münsterplatz 21 (Karte)                      |           |                                     |    |
|                | Wohn- und Geschäftshaus                                                              | Nikolausgasse 1 (Karte)                      |           |                                     |    |
|                | angegangenes Gebäude Kapuzinerkloster Schwäbisch Gmünd                               | Nonnenweg 4 (Karte)                          |           |                                     | BW |
|                | Wohn- und Geschäftshaus                                                              | Paradiesstraße 7 (Karte)                     |           |                                     |    |
|                |                                                                                      | Paradiesstraße 12 (Karte)                    |           |                                     |    |
|                | abgegangenes Gebäude                                                                 | Paradiesstraße 14 (Karte)                    |           |                                     | BW |
|                | ehemaligen Fabrikgebäude                                                             | Paradiesstraße 23 (Karte)                    |           |                                     |    |
|                |                                                                                      | Paradiesstraße 24 (Karte)                    |           |                                     |    |
|                | Einfriedung                                                                          | Paradiesstraße 24 (Karte)                    |           |                                     | BW |
|                |                                                                                      | Parlerstraße 1 (Karte)                       |           |                                     |    |
|                | Bauteil / Wohn- und Geschäftshaus                                                    | Parlerstraße 2 (Karte)                       |           |                                     |    |
|                |                                                                                      | Parlerstraße 10 (Karte)                      |           |                                     |    |
| Weitere Bilder |                                                                                      | Parlerstraße 12 (Karte)                      |           |                                     |    |
| Weitere Bilder |                                                                                      | Parlerstraße 20 (Karte)                      |           |                                     |    |
|                | Wohn- und Geschäftshaus                                                              | Parlerstraße 24 (Karte)                      |           |                                     |    |
|                |                                                                                      | Parlerstraße 29 (Karte)                      |           |                                     |    |
|                |                                                                                      | Parlerstraße 31 (Karte)                      |           |                                     |    |
| Weitere Bilder |                                                                                      | Parlerstraße 34 (Karte)                      |           |                                     |    |
|                | Wohnhaus                                                                             | Pfeifergäßle 20 (Karte)                      |           |                                     |    |
|                | Wohnhaus                                                                             | Pfeifergäßle 22 (Karte)                      |           |                                     |    |
|                | Wohnhaus                                                                             | Pfeifergäßle 26 (Karte)                      |           |                                     |    |
|                | Geschäftshaus                                                                        | Postgasse 4 (Karte)                          |           |                                     |    |
|                | Bauteil Wohn- und Geschäftshaus                                                      | Rinderbacher Gasse 7 (Karte)                 |           |                                     |    |
|                | Wohn- und Geschäftshaus                                                              | Rinderbacher Gasse 9 (Karte)                 |           |                                     |    |
| Weitere Bilder | ehemaliges Hotel Einhorn                                                             | Rinderbacher Gasse 10 (Karte)                |           |                                     |    |
|                | Bauteil Wohn- und Geschäftshaus                                                      | Rinderbacher Gasse 11 (Karte)                |           |                                     |    |
|                | Wohnhaus                                                                             | Rinderbacher Gasse 12 (Karte)                |           |                                     |    |
|                | Wohn- und Geschäftshaus                                                              | Rinderbacher Gasse 15 (Karte)                |           |                                     |    |
|                | Wohn- und Geschäftshaus                                                              | Rinderbacher Gasse 18 (Karte)                |           |                                     |    |
|                | Wohn- und Geschäftshaus                                                              | Rinderbacher Gasse 19 (Karte)                |           |                                     |    |
|                | Wohnhaus                                                                             | Rinderbacher Gasse 22 (Karte)                |           |                                     |    |
|                |                                                                                      | Rinderbacher Gasse 22/1 (Karte)              |           |                                     | BW |
|                | Wohnhaus                                                                             | Rinderbacher Gasse 25 (Karte)                |           |                                     |    |
|                | Wohnhaus                                                                             | Rinderbacher Gasse 26 (Karte)                |           |                                     |    |
|                | Wohnhaus                                                                             | Rinderbacher Gasse 27 (Karte)                |           |                                     |    |
|                | Wohnhaus                                                                             | Rinderbacher Gasse 28 (Karte)                |           |                                     |    |
|                | Bauteil, Wohnhaus                                                                    | Rinderbacher Gasse 34 (Karte)                |           |                                     |    |
|                | Wohnhaus                                                                             | Rinderbacher Gasse 36 (Karte)                |           |                                     |    |
|                | Wohnhaus                                                                             | Rinderbacher Gasse 37 (Karte)                |           |                                     |    |
|                | Wohn- und Geschäftshaus                                                              | Rinderbacher Gasse 40 (Karte)                |           |                                     |    |
|                | Wohn- und Geschäftshaus                                                              | Rinderbacher Gasse 45 (Karte)                |           |                                     |    |
|                | Wohn- und Geschäftshaus                                                              | Rinderbacher Gasse 48 (Karte)                |           |                                     |    |
|                | Wohn- und Geschäftshaus                                                              | Rinderbacher Gasse 50 (Karte)                |           |                                     |    |
|                | Wohn- und Geschäftshaus                                                              | Rinderbacher Gasse 52 (Karte)                |           |                                     |    |
|                | Wohnhaus                                                                             | Rinderbacher Gasse 53 (Karte)                |           |                                     |    |
| Weitere Bilder |                                                                                      | Robert-von-Ostertagstraße 9 (Karte)          |           |                                     |    |
|                | Wohnhaus                                                                             | Romangäßle 2 (Karte)                         |           |                                     |    |
|                | Wohnhaus                                                                             | Rosenstraße 1 (Karte)                        |           |                                     |    |
|                | Bauteil / abgegangenes Gebäude                                                       | Rosenstraße 2 (Karte)                        |           |                                     | BW |
|                | Türrahmen / Wohn- und Geschäftshaus                                                  | Rosenstraße 3 (Karte)                        |           |                                     |    |
|                |                                                                                      | Roßgäßle 1 (Karte)                           |           |                                     |    |
|                |                                                                                      | Roßgäßle 2 (Karte)                           |           |                                     |    |
|                | Maria-Kahle-Schule                                                                   | Schulstraße 1 (Karte)                        |           | [ 1 ]                               |    |
|                | Wohn- und Geschäftshaus, rechte Gebäudehälfte                                        | Sebaldstraße 6 (Karte)                       |           |                                     |    |
| Weitere Bilder | Bauteil                                                                              | Sebaldstraße 7 (Karte)                       |           |                                     |    |
|                | Wohn- und Geschäftshaus, linke Gebäudehälfte                                         | Sebaldstraße 8 (Karte)                       |           |                                     |    |
|                |                                                                                      | Sebaldstraße 10 (Karte)                      |           |                                     |    |
|                | Bauteil / abgegangenes Gebäude                                                       | Sebaldstraße 11 (Karte)                      |           |                                     | BW |
|                |                                                                                      | Sebaldstraße 25 (Karte)                      |           |                                     |    |
|                |                                                                                      | Sebaldstraße 27 (Karte)                      |           |                                     |    |
|                | abgegangenes Gebäude                                                                 | Türlensteg 9 (Karte)                         |           |                                     | BW |
|                | Wohnhaus                                                                             | Türlensteg 15 (Karte)                        |           |                                     |    |
|                | Wohnhaus                                                                             | Türlensteg 17 (Karte)                        |           |                                     |    |
|                | Wohn- und Geschäftshaus                                                              | Türlensteg 18 (Karte)                        |           |                                     |    |
|                | Wohnhaus                                                                             | Türlensteg 25 (Karte)                        |           |                                     |    |
|                | Wohnhaus, Fachwerkhaus                                                               | Turmgasse 12 (Karte)                         |           |                                     |    |
|                | Wohnhaus                                                                             | Turmgasse 21 (Karte)                         |           |                                     |    |
|                | Wohnhaus                                                                             | Turmgasse 23 (Karte)                         |           |                                     |    |
|                | Wohn- und Geschäftshaus                                                              | Turniergraben 2 (Karte)                      |           |                                     |    |
|                | Wohnhaus                                                                             | Turniergraben 6 (Karte)                      |           |                                     |    |
|                | Wohnhaus                                                                             | Untere Zeiselbergstraße 8 (Karte)            |           |                                     |    |
| Weitere Bilder | Wohn- und Geschäftshaus                                                              | Vordere Schmiedgasse 3 (Karte)               |           |                                     |    |
| Weitere Bilder | Wohn- und Geschäftshaus                                                              | Vordere Schmiedgasse 5 (Karte)               |           |                                     |    |
|                | Wohn- und Geschäftshaus                                                              | Vordere Schmiedgasse 6 (Karte)               |           |                                     |    |
| Weitere Bilder | Scheune                                                                              | Vordere Schmiedgasse 8 (Karte)               |           |                                     |    |
| Weitere Bilder | Wohn- und Geschäftshaus                                                              | Vordere Schmiedgasse 15 (Karte)              |           |                                     |    |
|                | Wohn- und Geschäftshaus                                                              | Vordere Schmiedgasse 16 (Karte)              |           |                                     |    |
|                | Wohn- und Geschäftshaus                                                              | Vordere Schmiedgasse 17 (Karte)              |           |                                     |    |
|                | Einfriedung                                                                          | Vordere Schmiedgasse 18 (Karte)              |           |                                     |    |
|                | Einfriedung                                                                          | Vordere Schmiedgasse 18 (Karte)              |           |                                     |    |
|                | Geschäftshaus                                                                        | Vordere Schmiedgasse 20 (Karte)              |           |                                     |    |
|                | Bauteil (Tür), Geschäftshaus                                                         | Vordere Schmiedgasse 22 (Karte)              |           |                                     |    |
|                | Wohn- und Geschäftshaus                                                              | Vordere Schmiedgasse 25 (Karte)              |           |                                     |    |
|                | Wohn- und Geschäftshaus                                                              | Vordere Schmiedgasse 34 (Karte)              |           |                                     |    |
|                | Geschäftshaus                                                                        | Vordere Schmiedgasse 37 (Karte)              |           |                                     |    |
|                | Wohn- und Geschäftshaus                                                              | Vordere Schmiedgasse 40 (Karte)              |           |                                     |    |
|                | Wohn- und Geschäftshaus                                                              | Vordere Schmiedgasse 41 (Karte)              |           |                                     |    |
| Weitere Bilder | Wohn- und Geschäftshaus                                                              | Vordere Schmiedgasse 42 (Karte)              |           | Geburtshaus von Robert von Ostertag |    |
| Weitere Bilder | Wohn- und Geschäftshaus                                                              | Vordere Schmiedgasse 45 (Karte)              |           |                                     |    |
| Weitere Bilder | Wohnhaus                                                                             | Vordere Schmiedgasse 49 (Karte)              |           |                                     |    |
|                | Amtshaus                                                                             | Waisenhausgasse 1 (Karte)                    |           |                                     |    |
|                | Bauteil / abgegangenes Gebäude                                                       | Waisenhausgasse 2 (Karte)                    |           |                                     | BW |
|                | Bauteil / abgegangenes Gebäude                                                       | Waisenhausgasse 3 (Karte)                    |           |                                     | BW |
|                | Wohnhaus                                                                             | Waisenhausgasse 12 (Karte)                   |           |                                     |    |
|                | Wohnhaus                                                                             | Waisenhausgasse 13 (Karte)                   |           |                                     |    |
|                | Wohnhaus                                                                             | Waisenhausgasse 16 (Karte)                   |           |                                     |    |
|                | Wohnhaus                                                                             | Waisenhausgasse 17 (Karte)                   |           |                                     |    |
|                | Brücke                                                                               | Waldstetter Brücke (Karte)                   |           |                                     |    |
|                |                                                                                      | Waldstetter Gasse 9 (Karte)                  |           |                                     |    |
|                | Bauteil / Wohnhaus                                                                   | Waldstetter Gasse 12 (Karte)                 |           |                                     |    |
| Weitere Bilder | Bildungsakademie St. Loreto                                                          | Schwäbisch Gmünd, Wildeck 4 (Karte)          |           | [ 1 ]                               |    |
|                | Wohnhaus                                                                             | Wildeck 9 (Karte)                            |           |                                     |    |
|                | Wohnhaus                                                                             | Ziegelgasse 1 (Karte)                        |           |                                     |    |

### Außerhalb der Gesamtanlage
| Bild           | Bezeichnung                                                      | Lage                                                                              | Datierung       | Beschreibung | ID |
| -------------- | ---------------------------------------------------------------- | --------------------------------------------------------------------------------- | --------------- | --- | -- |
|                | Bildungszentrum der Oberfinanzdirektion Baden-Württemberg        | Schwäbisch Gmünd, Herlikofer Straße 31 (Karte)                                    |                 | ehemaliges Aufbaugymnasium, bis 1994 | BW |
|                | Rauchbeinschule                                                  | Schwäbisch Gmünd, Rauchbeinstraße 6 (Karte)                                       |                 | [ 1 ] |    |
| Weitere Bilder | Parler-Gymnasium                                                 | Schwäbisch Gmünd, Haussmannstraße 34 (Karte)                                      |                 | ehemaliges Realgymnasium, Bau erstmalig bezogen 1904. |    |
| Weitere Bilder | Schule für Hörgeschädigte St. Josef                              | Schwäbisch Gmünd, Katharinenstraße 16 (Karte)                                     |                 | [ 1 ] |    |
| Weitere Bilder | Kath. Kapelle zur hl. Dreifaltigkeit                             | Schwäbisch Gmünd, Dominikus-Debler-Straße 49 (Karte)                              | 1693            | Kleine barocke Feldkapelle von 1693 am Rande einer Wiese. Geschützt nach § 28 DSchG |    |
| Weitere Bilder | Kath. Pfarrkirche St. Michael                                    | Schwäbisch Gmünd, Eutighofer Str. 55 (Karte)                                      | 1968            | Kulturdenkmal seit 2016, Kirche im Stil des Betonbrutalismus |    |
| Weitere Bilder | Ehem. Dominikanerinnenkloster Gotteszell                         | Schwäbisch Gmünd, Herlikofer-Straße 9a, 11-21 (Karte)                             | 1420            | Geschützt nach § 28 DSchG |    |
| Weitere Bilder | Ehemaliges Sondersiechenspital St. Katharina mit Vorgängerbauten | Schwäbisch Gmünd, Bereich Schwerzerallee (Karte)                                  | 1326            | barocke Gebäudegruppe (Spitalgebäude, Armenhaus, Hofmeistereigebäude) Geschützt nach § 28 DSchG |    |
|                | Schafhaus                                                        | Schwäbisch Gmünd, Schapplachhalde 3a                                              | 17. Jahrhundert | Oberhalb eines neueren Wohngebietes, in typischer Lage am Hang stehende Fachwerk-Schafscheune Geschützt nach § 2 DSchG |    |
| Weitere Bilder | Kath. Kapelle St. Salvator                                       | Schwäbisch Gmünd, St. Salvator 1, 2, 3, 3a (Karte)                                |                 | Steil über dem Remstal stehende Felsenkapelle mit historischem Kreuzweg (Bildstöcke, Stationshäuschen, Muschelkapelle, Heiliggrabkapelle). Geschützt nach § 28 DSchG |    |
|                | Wildangerkreuze                                                  | Schwäbisch Gmünd, Taubentalstraße 4 (Karte)                                       | 1776            | Steinkreuze, 1776 von Kaufmann Joh. Wildanger gestiftet. Geschützt nach § 28 DSchG | BW |
|                | Burg Rinderbach Abgegangenes Bauwerk                             | Schwäbisch Gmünd, ca. 180 m südsüdwestlich des Georgishofes                       | 1162            | Ehemalige Turmhügelburg am Rand eines Hangsporns über dem Remstal auf annähernd quadratischem Grundriss von ca. 18 m Seitenlänge. Als Erbauer der Burg sind die 1162 erstmals urkundlich erwähnten Herren von Rinderbach namhaft zu machen. Baudaten sind nicht bekannt, 1386 werden in einer Verkaufsurkunde „burg und burgstall ze Rinderbach“ genannt. Unmittelbar östlich der Anlage dürfte sich die seit der 2. H. des 14. Jhs. bezeugte Margarethenkapelle befunden haben. Kirchenbau 1811 abgebrochen. Geschützt nach § 2 DSchG |    |
| Weitere Bilder | Kastell Schirenhof                                               | Schwäbisch Gmünd, Südwestlich der Altstadt auf einer Anhöhe des Remstales (Karte) | 150             | ehemaliges römisches Kohortenkastell. Geschützt nach § 12 DSchG |    |
| Weitere Bilder | Kastell Schirenhof - Römisches Bad                               | Schwäbisch Gmünd, Südwestlich der Altstadt auf einer Anhöhe des Remstales (Karte) | 150             | In Nähe des Kastells Schirenhof Mauerbefunde des Kastellbades nach vollständiger Ausgrabung konserviert,. Geschützt nach § 12 DSchG | BW |
| Weitere Bilder | Kleinkastell Freimühle                                           | Schwäbisch Gmünd, Südwestlich der Altstadt auf einer Anhöhe des Remstales (Karte) | 150             | Am Rande des Remstals erhöht im Wald gelegenes römisches Kleinkastell. Geschützt nach § 12 DSchG |    |

## Bargau
| Bild           | Bezeichnung            | Lage                            | Datierung | Beschreibung | ID |
| -------------- | ---------------------- | ------------------------------- | --------- | ------------ | -- |
|                | Altes Schulhaus Bargau | Bargau, Stauferstraße 5 (Karte) |           | [ 1 ] [ 4 ]  |    |
| Weitere Bilder | Jakobuskirche (Bargau) | Bargau, Jakobusstraße (Karte)   |           | [ 4 ] [ 5 ]  |    |

## Bettringen
| Bild           | Bezeichnung                                                                 | Lage                                                   | Datierung | Beschreibung | ID |
| -------------- | --------------------------------------------------------------------------- | ------------------------------------------------------ | --------- | --- | -- |
|                | Abgegangene Burg am Klostersturz ca. 1,1 km nordnordwestlich Oberbettringen | Bettringen, ca. 1,1 km nordnordwestlich Oberbettringen |           | Am Westende der Lias-Hochfläche des Gügling befindet sich auf einem spornartigen Vorsprung ein namenloser Burgstall von dem keine historischen Daten bekannt sind. Die Anlage, dessen Burghügel und Grabenbewehrung noch gut im Gelände überliefert sind, dürfte bereits in spätmittelalterlicher Zeit nicht mehr genutzt worden sein. Geschützt nach § 2 DSchG |    |
| Weitere Bilder | Ottilienkirche                                                              | Bettringen, Ottilienweg (Karte)                        | 1358      | Romanische Chorturmkirche mit gotischem Chor und barockem Schiff. Geschützt nach § 28 DSchG |    |

## Degenfeld
| Bild           | Bezeichnung                    | Lage                                                | Datierung       | Beschreibung | ID |
| -------------- | ------------------------------ | --------------------------------------------------- | --------------- | --- | -- |
|                | Katholische Kirche             | Degenfeld, Filstalstraße 17 (Karte)                 | 20. Jahrhundert | In neuerem Wohngebiet stehende Kirche mit ungewöhnlicher Natursteinmauerung. Geschützt nach § 2 DSchG                                                   |    |
| Weitere Bilder | Ev. Pfarrkirche                | Degenfeld, Winterhalde 19 (Karte)                   | 20. Jahrhundert | Stark ortsbild- und landschaftsprägende romanische Chorturmkirche (mit späteren Veränderungen), mit Turm mit Fachwerkaufsatz. Geschützt nach § 28 DSchG |    |
|                | Abgegangene Burg bei Degenfeld | Degenfeld, ca. 500 m nordwestlich Degenfeld (Karte) | 13. Jahrhundert | Burghügel und Halsgrabenverlauf im Gelände überliefert. Geschützt nach § 2 DSchG                                                                        | BW |

## Großdeinbach
| Bild           | Bezeichnung                                       | Lage                                                                                       | Datierung                                 | Beschreibung | ID |
| -------------- | ------------------------------------------------- | ------------------------------------------------------------------------------------------ | ----------------------------------------- | --- | -- |
| Weitere Bilder | Ev. Pfarrkirche                                   | Großdeinbach, Kleindeinbacher Straße 11 (Karte)                                            | 1900                                      | erbaut vom Stuttgarter Architekten Heinrich Dolmetsch, Zeugnis ländlicher evangelischer Kirchenbaukunst. Geschützt nach § 2 DSchG                                                                              |    |
|                | Römisches Kastell, so genannter Wachtposten 12/22 | Großdeinbach (Kleindeinbach), Nordöstlich von Kleindeinbach                                | hochmittelalterlich oder 30jähriger Krieg | Grundriss als leichte Erdschanze im Gelände nachvollziehbar. Geschützt nach § 12 DSchG |    |
|                | Beginn der „Raetischen Mauer“                     | Großdeinbach (Kleindeinbach), Wenige Meter östlich des Kleinkastells Kleindeinbach (Karte) | 2. Jahrhundert                            | Grenze zwischen den Provinzen Obergermanien und Raetien, Beginn der rätischen Mauer, Mauer restauriert, weitere Fortsetzung der Mauer nach Osten als flacher Wall deutlich erkennbar. Geschützt nach § 2 DSchG | BW |
|                | Abgegangene Burg Waldau                           | Großdeinbach (Waldau), Flur Schlossberg (Karte)                                            | 1301                                      | romanische Chorturmkirche mit späteren Veränderungen. Geschützt nach § 2 DSchG |    |

## Herlikofen
| Bild           | Bezeichnung                     | Lage                                                                               | Datierung | Beschreibung | ID |
| -------------- | ------------------------------- | ---------------------------------------------------------------------------------- | --------- | --- | -- |
| Weitere Bilder | Kath. Kirche St. Alban          | Herlikofen, Brainkofer Straße 22 (Karte)                                           | 1834      | Klassizistischer Kirchenbau von 1834 mit stark landschaftsprägendem, 1913 angefügtem Kirchturm. Geschützt nach § 2 DSchG |    |
|                | Abgegangene Burg bei Herlikofen | Herlikofen, westlicher Ortsrand, Spornanlage am Hochflächenrand über dem Schießtal | 1225      | Burghügel und Halsgraben sind gut sichtbar im Gelände überliefert. Geschützt nach § 2 DSchG                              |    |

## Hussenhofen
| Bild           | Bezeichnung                         | Lage                                                  | Datierung                                 | Beschreibung | ID |
| -------------- | ----------------------------------- | ----------------------------------------------------- | ----------------------------------------- | --- | -- |
|                | Abgegangene Schanze auf dem Gügling | Hussenhofen, ca. 1,5 km südöstlich Hussenhofen        | hochmittelalterlich oder 30jähriger Krieg | Auf der Albhochfläche an einem alten Wegeknoten liegende Schanze über quadratischer Grundfläche von ca. 40 × 40 m. Geschützt nach § 2 DSchG |    |
| Weitere Bilder | St. Nemesius                        | Hussenhofen (Burgholz) (Karte)                        | 1677                                      | Geschützt nach § 2 DSchG |    |
| Weitere Bilder | Kapelle                             | Hussenhofen (Zimmern), Am westlichen Ortsrand (Karte) |                                           | Erhöht stehende kleine Kapelle, im Kern romanisch mit Umbauten in Gotik und Barock. Geschützt nach § 2 DSchG                                |    |

## Lindach
| Bild           | Bezeichnung                  | Lage                                                                           | Datierung | Beschreibung | ID |
| -------------- | ---------------------------- | ------------------------------------------------------------------------------ | --------- | --- | -- |
| Weitere Bilder | Ev. Pfarrkirche St. Nikolaus | Lindach, Paul Gerhardt Weg 12 (Karte)                                          | 1902      | Neugotischer Kirchenbau vom Stuttgarter Architekten Heinrich Dolmetsch 1902 geplant, Chor und Turm älter (wohl 1542). Geschützt nach § 28 DSchG |    |
| Weitere Bilder | Schloss Lindach              | Lindach, außerhalb der Ortschaft an einem steilen Hang zum Pfaffenbach (Karte) | 1538      | Spätrenaissancebau von 1538-1588 mit staufischem Kern; zugehöriger Park mit Umfassungsmauer. Geschützt nach § 28 DSchG                          |    |

## Rechberg
| Bild           | Bezeichnung                                 | Lage                      | Datierung                   | Beschreibung | ID |
| -------------- | ------------------------------------------- | ------------------------- | --------------------------- | --- | -- |
| Weitere Bilder | Burgruine Hohenrechberg                     | Rechberg, Burgweg (Karte) | Anfang des 13. Jahrhunderts | Ruine der Höhenburg. Geschützt nach § 28 DSchG |    |
| Weitere Bilder | Kath. Wallfahrts- und Pfarrkirche St. Maria | Rechberg, Burgweg (Karte) | 1686                        | In höchstem Maße landschaftsprägende Kirche, 1686/88 von Valerian Brenner geplant, Turm von 1775; daneben Pfarr-/Mesnerhaus und Kreuzweg, Ende 19. Jh. Geschützt nach § 28 DSchG |    |

## Straßdorf
| Bild           | Bezeichnung                    | Lage                                                   | Datierung | Beschreibung | ID |
| -------------- | ------------------------------ | ------------------------------------------------------ | --------- | --- | -- |
| Weitere Bilder | Kapelle Schönbronn             | Straßdorf (Schönbronn) (Karte)                         | 1895      | weithin sichtbare neoromanische, kleine Kapelle. Geschützt nach § 2 DSchG                                                              |    |
| Weitere Bilder | Kath. Pfarrkirche St. Cyriakus | Straßdorf, Donzdorfer Straße 19 (Karte)                | 1913      | Errichtet nach Plänen von Hans Herkommer als seltenes Beispiel einer Landkirche in avantgardistischen Formen. Geschützt nach § 2 DSchG |    |
| Weitere Bilder | Marienkapelle                  | Straßdorf, An der Straße nach Schwäbisch Gmünd (Karte) | 1719      | Kapelle auf vierpaßförmigem Grundriss (Tetrakonchos) Geschützt nach § 28 DSchG                                                         |    |
| Weitere Bilder | Ehem. Pfarrkirche St. Cyriakus | Straßdorf, Pfarrer Weser Straße 24 (Karte)             | 1719      | romanische Chorturmkirche mit späteren Veränderungen. Geschützt nach § 28 DSchG                                                        |    |

## Weiler in den Bergen
| Bild           | Bezeichnung                   | Lage                                                     | Datierung       | Beschreibung | ID |
| -------------- | ----------------------------- | -------------------------------------------------------- | --------------- | --- | -- |
| Weitere Bilder | Kath. Pfarrkirche St. Michael | Weiler in den Bergen, Pfarrer Haug Straße 18 (Karte)     | 1948            | Am östlichen Ortsrand erhöht stehendes und weithin sichtbares Ensemble von Kirche (1948 unter Einbeziehung romanischer Reste erbaut), Pfarr- und Schulhaus (18. Jh.); daneben der Friedhof. Geschützt nach § 12 DSchG |    |
|                | Abgegangene Burg Stubenberg   | Weiler in den Bergen, ca. 1,2 km nordnordöstlich (Karte) | 14. Jahrhundert | Burghügel, Abschnittsgräben und ein östlich vorgelagerter Wallrest im Gelände sichtbar. Geschützt nach § 2 DSchG | BW |